# Bisnate
Bisnate è una frazione del comune lombardo di Zelo Buon Persico.
Al censimento del 21 ottobre 2001 contava 46 abitanti.

## Geografia fisica
Il centro abitato è sito a 94 m sul livello del mare, nelle vicinanze del fiume Adda.

## Storia
La località di Bisnate, piccolo borgo ancora oggi con una forte vocazione agricola, fu attestata nella sua esistenza per la prima volta intorno al 1151. Durante tutto il medioevo il borgo ebbe sempre un'importanza strategica rilevante per la sua posizione, nel punto in cui la strada da Milano a Crema varca il fiume Adda. Nella seconda metà del Duecento, l'abitato e la chiesa passarono sotto la pieve di Galgagnano.
In età spagnola, quando il Contado di Lodi venne suddiviso nei vescovati superiore, di mezzo e inferiore (bipartito a sua volta in quello di strada cremonese ed in quello di strada piacentina), Bisnate era compreso nel vescovato superiore, rimanendo in tale posizione sino al 1751 quando andò a costruire un comune unico con l'abitato di Folla.
A metà del XVIII secolo, la comunità contava 192 abitanti, era tornata ad essere comune indipendente ed era compreso nel feudo di Paullo, di proprietà del principe Michele II di Thurn und Taxis, residente a Vienna e cugino di Alessandro Ferdinando, il quale aveva delegato un proprio podestà feudale residente a Milano ed un vicepodestà residente a Paullo il quale a tutti gli effetti si preoccupava dell'amministrazione e delle esigenze della borgata.
Per l'amministrazione locale, il principe Thurn und Taxis aveva predisposto secondo le regole dell'infeudazione austriache che oni anno, il 1º gennaio, venisse eletto un sindaco che aveva il compito di vigilare sulla comunità conferendo periodicamente al vicepodestà, amministrando con l'aiuto di un cancelliere e di due estimati.
Fu durante l'amministrazione austriaca che il territorio di Lodi venne diviso in Città e Contado e Bisnate si trovò compresa nella II delegazione del contado, pur mantenendo di fatto le medesime prerogative dell'amministrazione feudale.
Nel 1786 Bisnate entrò a far parte della provincia di Lodi.
In età napoleonica (1809-16) Bisnate fu frazione di Zelo Buonpersico, recuperando un'effimera autonomia con la costituzione del regno Lombardo-Veneto. Nel 1841 fu aggregata definitivamente al comune di Zelo Buonpersico.
In seguito allo spopolamento delle aree rurali, conta oggi solo poche decine di abitanti.

## Monumenti e luoghi d'interesse

### Architetture religiose

#### Chiesa parrocchiale di Sant'Alessandro
La chiesa di Sant'Alessandro di Bisnate venne eretta nel XIII secolo e già dal 1261 appariva una delle istituzioni ecclesiastiche del lodigiano tassate dal papato nella "talia". Nel 1584, dopo il Concilio di Trento, la chiesa di Bisnate venne censita come parrocchia sotto il giuspatronato della nobile famiglia lodigiana dei Bisnati, patronato che dal Seicento passò invece alla famiglia Melzi.
Coi Melzi, la parrocchia venne compresa nel vicariato di Paullo e vi era residente un rettore a guida spirituale della comunità e delle due confraternite ivi istituite, quella del Santissimo Sacramento e quella della Dottrina Cristiana. La chiesa possedeva fondi per 225,2 pertiche milanesi.
Dal 1859 la parrocchia passò sotto il vicariato di Zelo Buonpersico e dal 1989 tornò sotto quello di Paullo.
All'interno della chiesa, le decorazioni quattrocentesche sono di Vincenzo Foppa.

## Società

### Evoluzione demografica
"Abitanti censiti"